# Miguel de Godoy
Miguel Ángel de Godoy es un político y publicista argentino. Fue titular del Ente Nacional de Comunicaciones (ENACOM) desde enero de 2016 hasta junio de 2018. Ocupó brevemente la dirección de la Autoridad Federal de Servicios de Comunicación Audiovisual (AFSCA), antes de su fusión con la AFTIC para formar la ENACOM.

## Carrera

### Trayectoria profesional
Se desempeñó como consultor externo de empresas y grupos económicos, y en MBA, empresa que tenía la concesión de los servicios ferroviarios metropolitanos de Buenos Aires.

### Comienzos en la gestión pública
En la política comenzó como Director de Educación para la Salud del Ministerio de Salud y Acción Social de la Nación. Fue subsecretario de Comunicación, Director General de Comunicación Social de la Ciudad de Buenos Aires (renunciando en julio de 1999) y vocero de Fernando de la Rúa, mientras este se desempeñó como Jefe de Gobierno de la Ciudad de Buenos Aires entre 1996 y 1999 y como Presidente de la Nación Argentina entre 1999 y mayo de 2000, cuando renunció al cargo siendo relevado por Darío Lopérfido. Formó parte activa de la candidatura presidencial de De La Rúa en 1999, siendo su jefe de prensa y un estrecho colaborador durante la campaña, a tal punto que renunció a sus cargos en el gobierno porteño para solamente dedicarse a la campaña presidencial.

### Secretario de Medios de CABA
Fue Secretario de Medios del gobierno porteño entre 2011 y 2015, 
Fue Secretario de Medios del gobierno porteño entre 2011 y 2015, en reemplazo de Gregorio Centurion, secretario de comunicación social del gobierno porteño, Gregorio Centurión, de 51 años, que aparentemente apareció muerto en circunstancias extrañas, la muerte del comunicador y amigo personal del jefe de Gobierno Mauriocio Macri estaría vinculada a una causa por corrupción y al escándalo de las escuchas ilegales que involucraba a Macri.en diciembre de 2011 presentó junto al gobierno porteño un esquema para articular la Comunicación del Estado de la Ciudad a través de la Radio de la Ciudad, Canal de la Ciudad que suministra los contenidos para los dos medios anteriores donde fue designado a cargo de Eduardo Cura, ex marido de Gabriela Michetti, algunos dirigentes expresaron su preocupación de que el multimedios PRO no se convierta en un modelo de propagando política.En 2016 a través de diferentes investigaciones se supo que Fernando Niembro no era el único que recibía pauta del gobierno porteño en condiciones irregulares. Siete radios comunitarias advirtieron que la pauta que recibieron de un intermediario es mucho menor que la que figura en los registros en la página web del gobierno porteño. Diversos políticos del PRO recibieron a través de Godoy millonarias pautas publicitarias, a los 23 millones de pesos de Niembro sin pasar por licitaciones y sin publicar en el Boletín oficial se suman otros cuatro millones de pesos que recibió el excandidato macrista en Mendoza Orly Terranova.A partir de las denuncias sobre irregularidades que hicieron directivos de otras cuatro radios y de un sitio web, se descubrió la faltante casi nueve millones de pesos en la pauta publicitaria de la gestión macrista. Un canal denunció ante la Justicia que en la web Buenos Aires Data figuraba que habría recibido $ 700 millones por publicidad que, asegura, nunca recibió. La denuncia incluye a Mauricio Macri, María Eugenia Vidal, al secretario de Medios, Miguel de Godoy, y al de comunicación social, Pablo Gaytán.En el Canal de la Ciudad, donde fue designado Eduardo Cura, ex marido de Gabriela Michetti.

### Director del ENACOM
A fines de noviembre de 2015 Macri ya electo declaró que De Godoy iba a reemplazar a Martín Sabbatella en el AFSCA que tenía mandato hasta 2017. El 23 de diciembre Macri dispuso intervenir la AFSCA, designando en su lugar a un ex-legislador del PRO, Agustín Garzón, como interventor durante 180 días.El 6 de abril, la Cámara de Diputados ratificó el decreto 267/15, con 134 votos favorables, 14 negativos y 12 abstenciones, disolviendo definitivamente la AFSCA.
A principios de enero de 2016, mediante el Decreto de necesidad y urgencia 267/2015, Macri disolvió el AFSCA y el AFTIC, creando el Ente Nacional de Comunicaciones (ENACOM), al cual se le asigna la autoridad de aplicación de la Ley de Servicios de Comunicación Audiovisual y Argentina Digital.
El 4 de enero de 2016, nuevamente por decreto, fue oficializado como presidente de directorio del ENACOM con rango y jerarquía de secretario de Estado. El decreto también oficializó a los tres miembros del directorio designados por el Poder Ejecutivo.
El 11 de enero, dos jueces (uno de la Ciudad de Buenos Aires y otro de la localidad bonaerense de San Martín), aceptaron, respectivamente, los recursos de amparo presentados por la Asociación de Defensa de Derechos de Usuarios y Consumidores y la Cooperativa de Trabajo para la Comunicación social, dejando de forma temporal sin efecto los decretos mediante los cuales se intervino y disolvió la AFSCA, y se modificaron artículos de la Ley de Medios.
Durante su gestión diferentes periodistas denunciaron que hubo listas negras de periodistas y artistas opositores, que no pudieron trabajar libremente.

En 2015 la web oficial del gobierno porteño indicaba que canal 4 de Posadas había cobrado 700 millones de pesos de pauta oficial de la gestión PRO de la Ciudad de Buenos Aires. Los 700 millones de pesos figuran en miles de facturas firmadas por de Godoy y María Eugenia Vidal a nombre de la emisora. El dueño del canal presentó una denuncia penal contra Mauricio Macri, Miguel de Godoy María Eugenia Vidal ya que el dinero jamás fue recibido y el canal nunca supo que supuesta mente era beneficiado de la pauta oficial de la Ciudad. Valenzuela dueño del canal respondió que no tiene pauta publicitaria del Gobierno porteño. Luego presentó la denuncia penal.al respecto de la desaparición de los fondos por 700 millones de pesos expreso "Acá pueden existir varios delitos, blanqueo de fondos, falsificación de documento privado, asociación ilícita, lavado, queremos saber quién cobró, porque nosotros nos vimos involucrados”.

## Críticas
Según múltiples denuncias, diversos políticos del PRO (entre ellos Fernando Niembro y Orly Terranova) recibieron a través de Godoy millonarias pautas publicitarias sin pasar por licitaciones y sin publicar en el Boletín oficial. A partir de las denuncias sobre irregularidades que hicieron directivos de otras cuatro radios y de un sitio web, se descubrió el faltante de casi nueve millones de pesos en la pauta publicitaria de la gestión macrista en el gobierno porteño.
Un canal denunció ante la Justicia que en la web Buenos Aires Data figuraba que habría recibido $ 700 millones por publicidad que, asegura, nunca recibió. De Godoy es investigado en esta causa.
En 2016 a través de diferentes investigaciones se supo que Fernando Niembro recibía pauta del gobierno porteño en condiciones irregulares. Siete radios comunitarias advirtieron que la pauta que recibieron de un intermediario es mucho menor que la que figura en los registros en la página web del gobierno porteño. Diversos políticos del PRO recibieron a través de Godoy millonarias pautas publicitarias, a los 23 millones de pesos de Niembro sin pasar por licitaciones y sin publicar en el Boletín oficial se suman otros cuatro millones de pesos que recibió el excandidato macrista en Mendoza Orly Terranova.A partir de las denuncias sobre irregularidades que hicieron directivos de otras cuatro radios y de un sitio web, se descubrió la faltante casi nueve millones de pesos en la pauta publicitaria de la gestión macrista. Un canal denunció ante la Justicia que en la web Buenos Aires Data figuraba que habría recibido $ 700 millones por publicidad que, asegura, nunca recibió. La denuncia incluyó a Mauricio Macri, María Eugenia Vidal, al secretario de Medios, Miguel de Godoy, y al de comunicación social, Pablo Gaytán. Para la legisladora Gabriela Cerruti esta situación irregular "era uno de los mecanismos que usó el Gobierno de la Ciudad del PRO para desviar fondos o para algunos funcionarios o para la política"